# ナンヤク・ダラ
ナンヤク・ダラ（Nanyak Dala、1984年6月18日 - ）は、カナダのラグビー選手。

## プロフィール
- ナイジェリア・ジョス出身[1]。
- ポジションはフランカー(FL)。
- 身長 178cm、体重 100kg
- 7人制カナダ代表に選ばれたことがある
- カナダ代表キャップは37（2025年5月現在）でラグビーワールドカップ2011・ラグビーワールドカップ2015のカナダ代表に選ばれた[2][3]。

## 略歴
2016年、プレーリー・ウルフパックに加入。